# آندي زيكيري
آندي زيكيري (مواليد 22 يونيو 1999) هو لاعب كرة قدم سويسري يلعب مركزالمهاجم في نادي برايتون أند هوف ألبيون.

## روابط خارجية
- آندي زيكيري على موقع الاتحاد الأوربي (الإنجليزية)
- آندي زيكيري على موقع قاعدة بيانات كرة القدم.إي يو (الإنجليزية)
- آندي زيكيري على موقع Soccerbase.com (لاعب) (الإنجليزية)
- آندي زيكيري على موقع Soccerway.com (الإنجليزية)
- آندي زيكيري على موقع عالم كرة القدم.نت (الإنجليزية)